# Indo-korintská hlavice

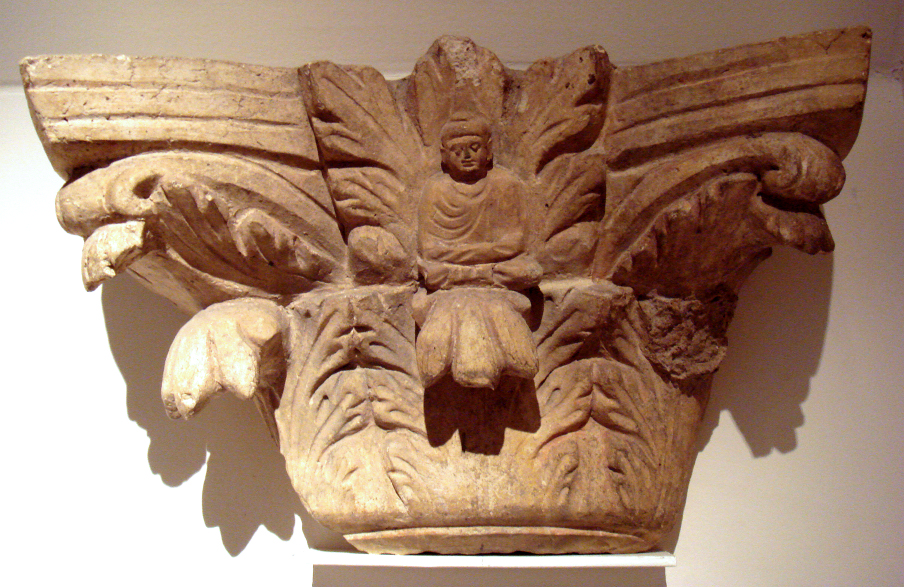
Indo-korintská hlavice – korintský styl s akantovými listy se sedícím Buddhou, Gandhára, 3.–4. století, Muzeum Guimet

Indo-korintská hlavice je zvláštní druh sloupové hlavice, která byla převážně v době starověku vytvářena v severozápadní oblasti Indického subkontinentu. Lze ji nalézt coby ozdobný prvek na tamějších sloupech a pilastrech. Kombinuje v sobě helénské a indické prvky a tvoří jeden z důležitých aspektů řecko-buddhistického umění.
Když začali Řekové, počínaje Alexandrem Velikým, pronikat na území Baktrie, došlo zde ke střetávání dvou kultur - západu a východu. Mimo jiné se zde začal mísit západní styl výtvarného umění s indickými motivy. Indo-korintské hlavice jsou pak jedním z důležitých ukazatelů zvláštního rázu zdejšího umění, které se dnes označuje jako gandhárské. Hlavice jsou obvykle ozdobeny listovím, což je příznačné pro korintské sloupové hlavice, které bývají zdobeny akantovými listy. Indo-korintská hlavice se jim proto v tomto velmi podobá, navíc však bývá na těchto hlavicích zobrazena postava typická pro buddhismus, a to většinou bódhisattva či sám Buddha.
Indo-korintské hlavice byly nalezeny na různých místech, mezi nejznámější patří např. ty ze Sirkapu.

## Galerie

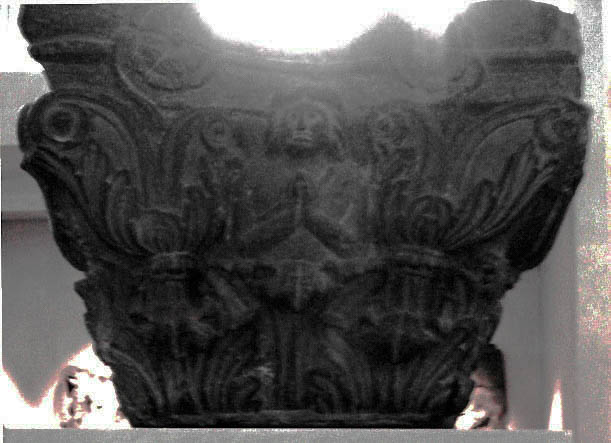
Indo-korintská hlavice ze stúpy v Butkaře (20 př. n. l. či dříve, Turin City Museum of Ancient Art).
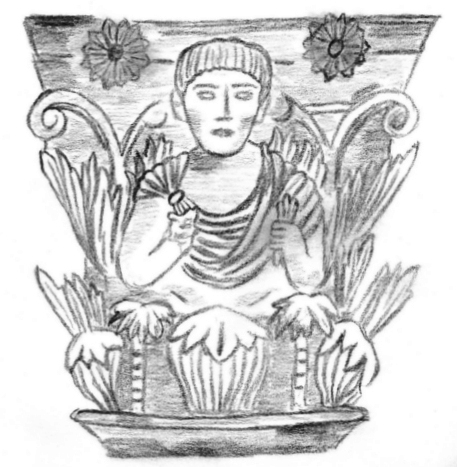
Náčrtek indo-korintské hlavice s buddhistou (Butkara, National Museum of Oriental Art, Řím)
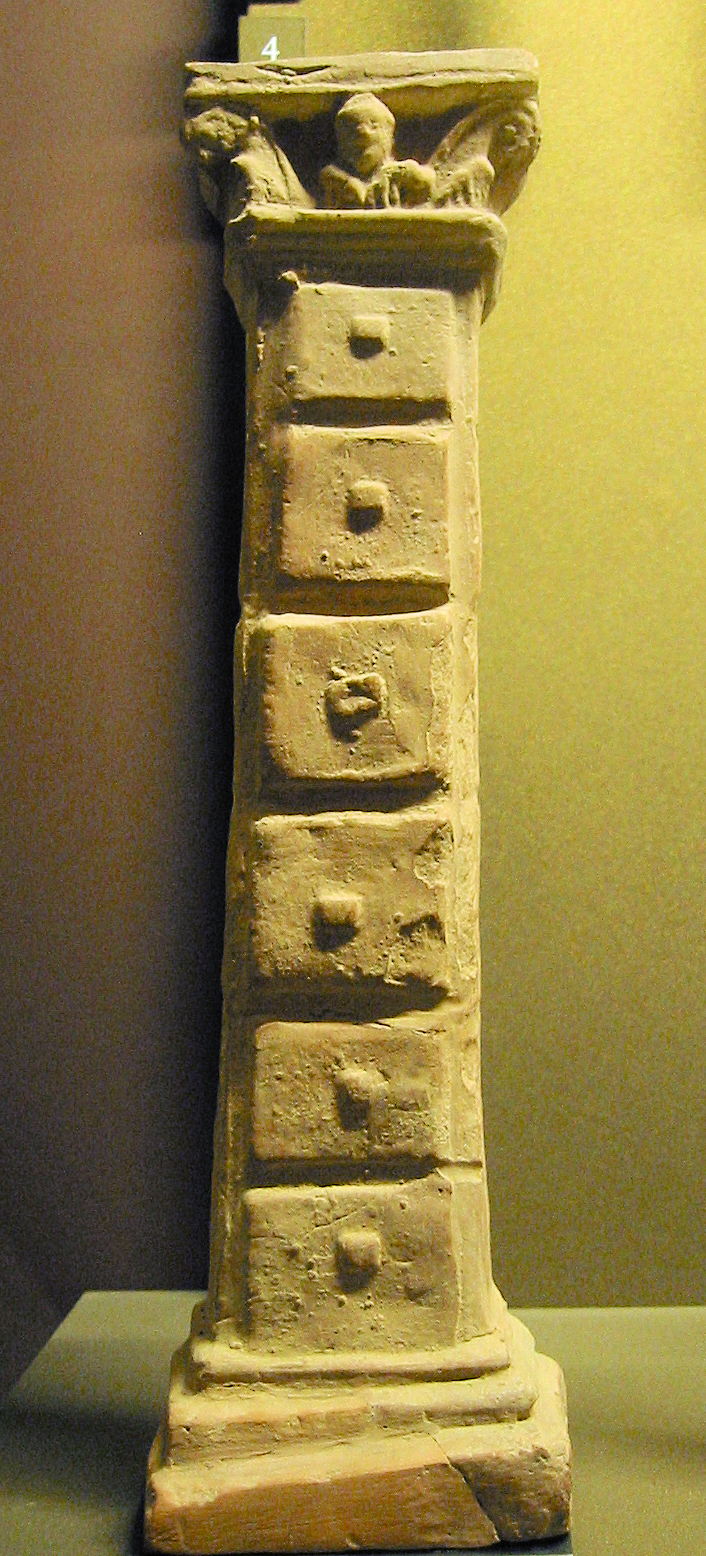
Pilastr zdobený indo-korintskou hlavicí a postavami žen, Athény, 2.–1. století př. n. l.
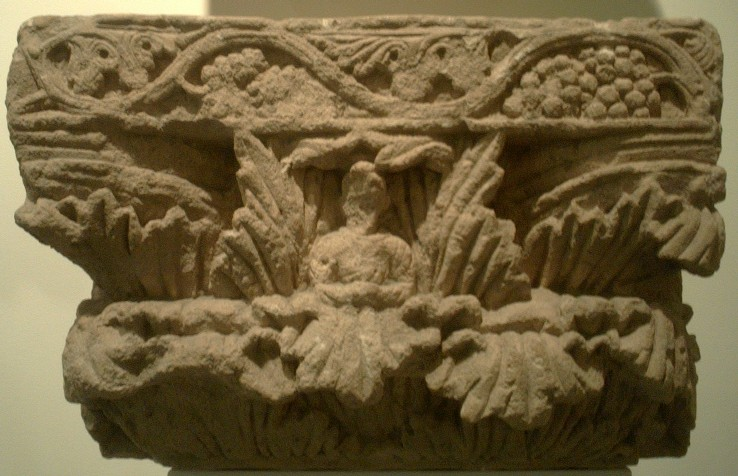
Buddha sedící na listoví hlavice
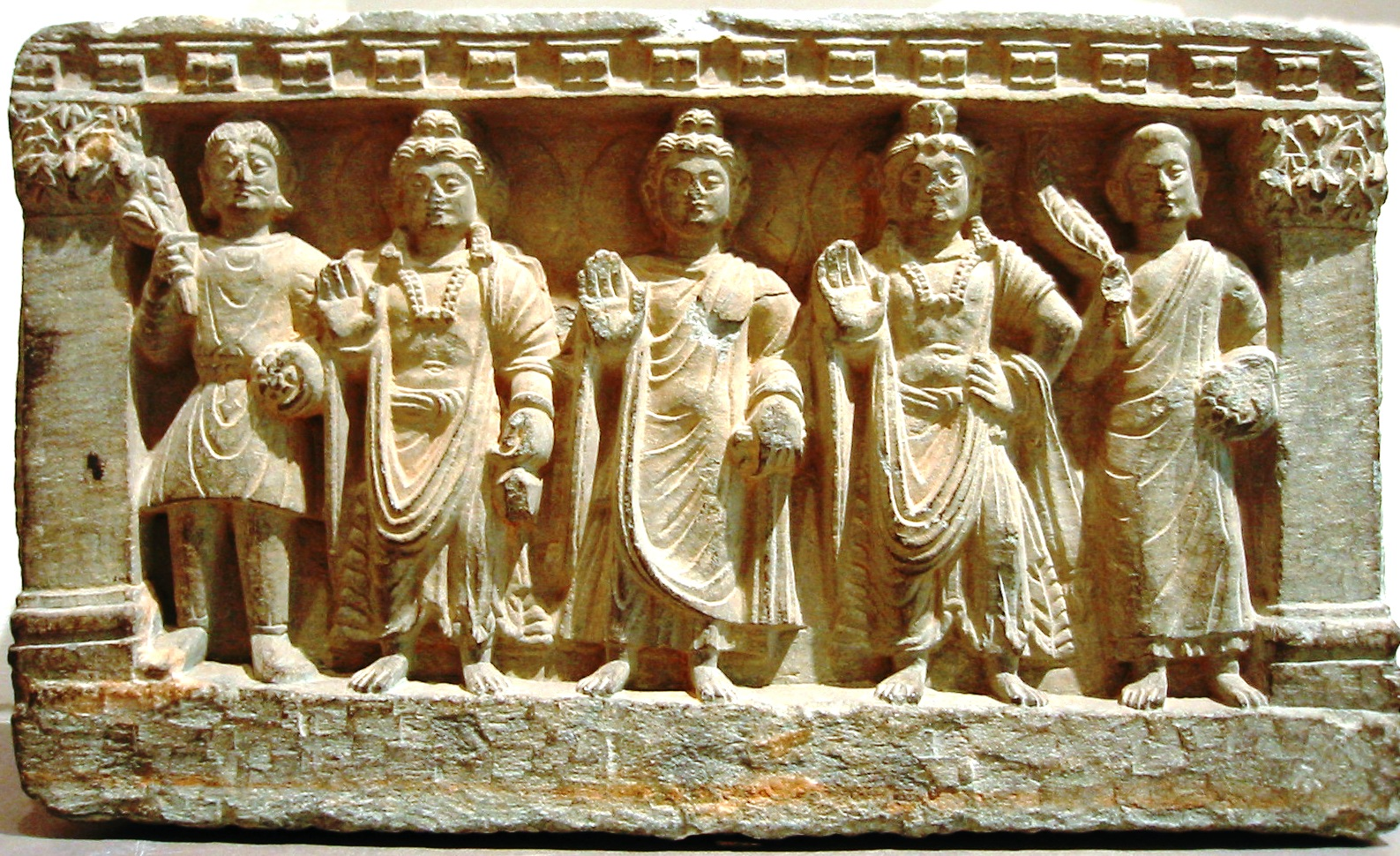
Buddhistická triáda lemovaná dvěma indo-korintskými hlavicemi, Gandhára, 3. století
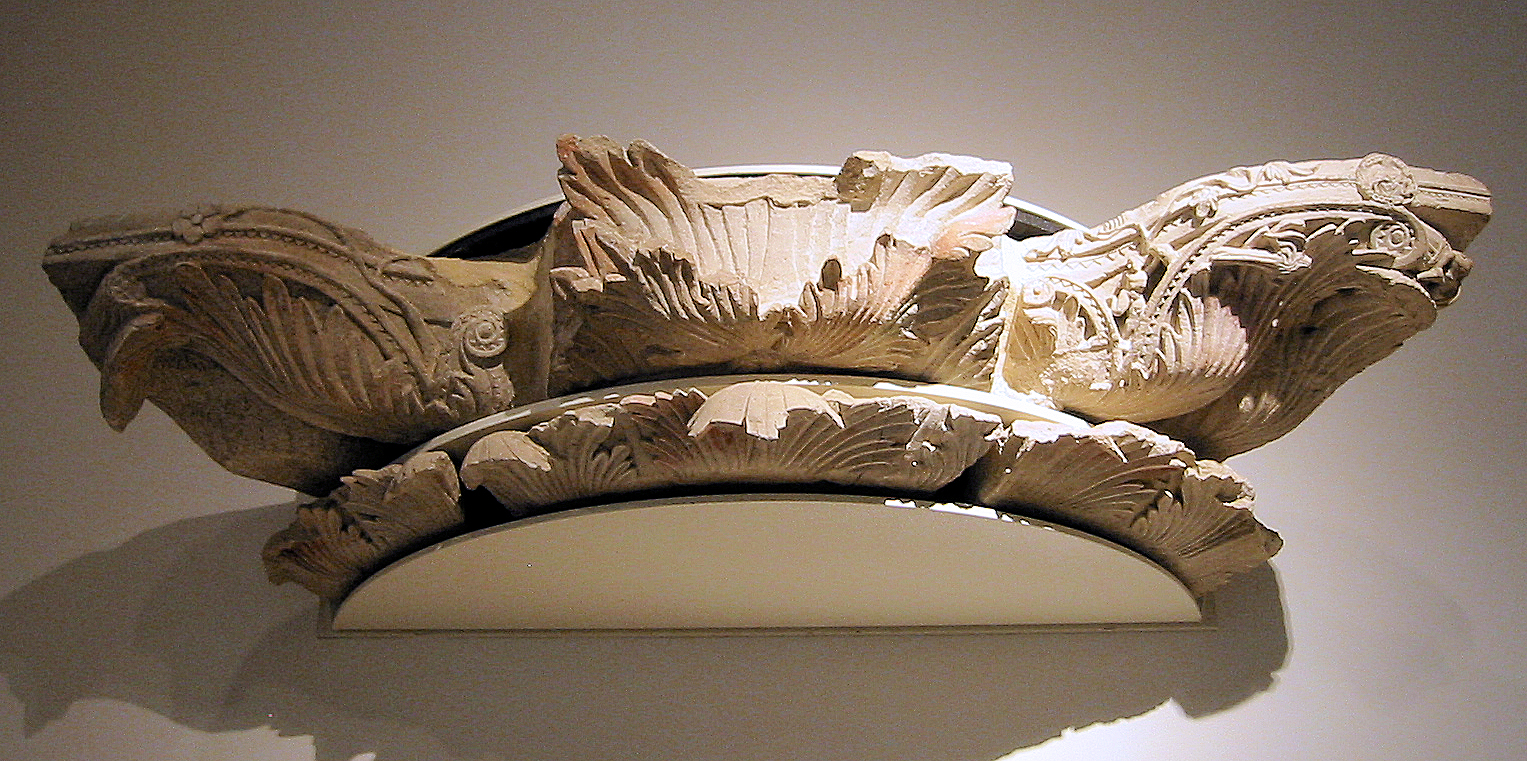
Dekorativní prvek stúpy v Haddě